# Сэмсон, Полли
Полли Энн Сэмсон (англ. Polly Anne Samson, род. 29 апреля 1962, Лондон, Англия) — английская романистка, журналистка и автор песен. Жена известного британского рок-музыканта Дэвида Гилмора, является соавтором многих песен с его сольных альбомов, а также поздних пластинок группы Pink Floyd.

## Биография
Родилась в семье Лэнса (Людвига Рудольфа) Сэмсона (1928—2013), из гамбургской еврейской семьи, переправившей его с помощью спасательной операции «Киндертранспорт» в Великобританию в декабре 1938 года, редактора и дипломатического корреспондента левой газеты Morning Star, и Эстер Чео Ин — писательницы китайско-английского происхождения, автора мемуаров «Black Country to Red China», где описывались годы службы в рядах народно-освободительной армии под началом Мао Цзэдуна. У неё были два старших брата от предыдущего брака матери с журналистом левой направленности и автором детективных романов Аланом Уиннингтоном.
После окончания учёбы Сэмсон начала работать в сфере издательского бизнеса, где познакомилась с писателем Хиткоутом Уильямсом. Во время публикации его книги «Whale Nation» у них начался роман. Сэмсон была ответственна за продвижение его рукописи, несмотря на нежелание автора как-то её раскручивать, в итоге книга стала бестселлером. От Уильямса у неё родился первый сын Чарли. После его рождения Сэмсон некоторое время жила у журналистки Кассандры Джардин, так как не имела определённого места жительства.
После разрыва с Уильямсом Сэмсон познакомилась с певцом и гитаристом Дэвидом Гилмором из группы Pink Floyd, за которого вышла замуж в 1994 году во время турне в поддержку альбома The Division Bell. Музыкант усыновил её первого сына, впоследствии в браке у них родились ещё трое детей: Джо, Гэбриел и Романи.
Сэмсон является автором ряда литературных произведений — её рассказы транслировались на радио BBC Radio 4, а также были опубликованы в качестве сборника под названием «Lying in Bed» (Virago, 1999). В 2000 году был издан её роман «Out of the Picture» (Virago), помимо этого писательница внесла весомый вклад во многие другие книги и публикации, включая «Gas and Air» (Bloomsbury, 2003), «Girls Night In» (Harper Collins, 2000), «A Day in the Life» (Black Swan, 2003) и «The Just When Stories» (Beautiful Books, 2010). В ноябре 2010 года был опубликован ещё один сборник рассказов Сэмсон — «Perfect Lives», а в 2015 году увидела свет её новая книга — «The Kindness». Вышедший в 2020 году роман «Театр для мечтателей» («A Theatre for Dreamers») занял вторую строчку в списке бестселлеров The Sunday Times, был переведён и издан в нескольких странах.
Сэмсон фигурирует в качестве соавтора семи из одиннадцати композиций альбома The Division Bell группы Pink Floyd, являясь одной из двух женщин за всю историю этого коллектива (первой была певица Клэр Торри, ответственная за импровизационный вокал в песне «The Great Gig in the Sky»), выступавших в подобном амплуа. Также Сэмсон участвовала в написании практически всех текстов к песням третьего сольного альбома Гилмора On an Island (2006), помимо этого спев и сыграв на фортепиано в одном из треков этой пластинки. Кроме того она выступила автором текста композиции «Louder than Words», единственной песни с альбома Pink Floyd The Endless River, в которой присутствуют слова. Кроме того Сэмсон участвовала в написании текстов к половине песен с четвёртого диска своего мужа, Rattle That Lock (2015), которые были вдохновлены эпосом Джона Милтона «Потерянный рай».
В 2018 году Полли Сэмсон стала членом Королевского литературного общества.

## Список произведений
- Lying in Bed — Virago Press Ltd, 2000; ISBN 1-86049-667-9
- Out of the Picture — Virago Press Ltd, 2001; ISBN 1-86049-864-7
- Perfect Lives — Virago Press Ltd, 2010; ISBN 1-86049-992-9
- The Kindness — Bloomsbury Publishing, 2015; ISBN 978-1632860675
- A Theatre For Dreamers — Bloomsbury Circus, 2020; ISBN 978-1526600554